# Championnat du monde de Formule 1 1984
Navigation
1983 1985
Le championnat  du monde de Formule 1 1984 est remporté par l'Autrichien Niki Lauda sur une McLaren-TAG. McLaren remporte le championnat du monde des constructeurs. 
Alain Prost, qui a quitté Renault, et Niki Lauda, double champion du monde revenu en Formule 1 en 1982 après trois ans d'arrêt, font équipe chez McLaren où ils disposent d'un moteur turbocompressé TAG Porsche. 
Le Français remporte sept victoires en s'imposant notamment à Monaco sous un véritable déluge, talonné par Ayrton Senna, jeune pilote brésilien qui, au volant d'une modeste Toleman, se révèle et est en passe de remporter la victoire au moment où la course est interrompue ; Prost marque ainsi 4,5 points pour sa victoire au lieu de neuf. 
Niki Lauda s'impose cinq fois et, plus régulier que son coéquipier qui a beau remporter les deux derniers Grand Prix sur le Nürburgring et à Estoril, remporte son troisième titre mondial avec 0,5 point d'avance, le plus petit écart de l'histoire de la Formule 1. Il prend sa retraite sportive à l'issue de la saison suivante.  
La saison est largement dominée par l'écurie de Ron Dennis ; seuls Michele Alboreto, Keke Rosberg (une victoire chacun) et le champion du monde 1983 Nelson Piquet (deux victoires) parviennent à troubler son jeu.

## Règlement sportif
- L'attribution des points s'effectue selon le barème 9, 6, 4, 3, 2, 1.
- Seuls les 11 meilleurs résultats sont retenus.

## Règlement technique
- Moteurs atmosphériques : 3 000 cm³
- Moteurs suralimentés : 1 500 cm3

## Pilotes et monoplaces
Les pilotes d'essais peuvent également être des pilotes qui ont simplement essayé les monoplaces à titre de personnalité (tel le journaliste Johnny Rives ou le rallyman Hannu Mikkola) ou dans le but de prendre  contact avec les écuries comme Nelson Piquet, titulaire chez Brabham.
| Écurie                          | Constructeur | Châssis      | Moteur           | Pneus | no                | Pilotes            | Pilotes d'essais et de réserve                             |
| ------------------------------- | ------------ | ------------ | ---------------- | ----- | ----------------- | ------------------ | ---------------------------------------------------------- |
| MRD International               | Brabham      | BT53         | BMW L4T          | M     | 1                 | Nelson Piquet      | Paolo Barilla                                              |
| MRD International               | Brabham      | BT53         | BMW L4T          | M     | 2                 | Teo Fabi           | Paolo Barilla                                              |
| MRD International               | Brabham      | BT53         | BMW L4T          | M     | 2                 | Corrado Fabi       | Paolo Barilla                                              |
| MRD International               | Brabham      | BT53         | BMW L4T          | M     | 2                 | Manfred Winkelhock | Paolo Barilla                                              |
| Tyrrell Racing Organisation     | Tyrrell      | 012          | Ford V8          | G     | 3                 | Martin Brundle     |                                                            |
| Tyrrell Racing Organisation     | Tyrrell      | 012          | Ford V8          | G     | 3                 | Stefan Johansson   |                                                            |
| Tyrrell Racing Organisation     | Tyrrell      | 012          | Ford V8          | G     | 4                 | Stefan Bellof      |                                                            |
| Tyrrell Racing Organisation     | Tyrrell      | 012          | Ford V8          | G     | 4                 | Mike Thackwell     |                                                            |
| Williams Grand Prix Engineering | Williams     | FW09 FW09B   | Honda V6T        | G     | 5                 | Jacques Laffite    | Mike Thackwell                                             |
| Williams Grand Prix Engineering | Williams     | FW09 FW09B   | Honda V6T        | G     | 6                 | Keke Rosberg       | Mike Thackwell                                             |
| Marlboro McLaren International  | McLaren      | MP4/2        | TAG V6T          | M     | 7                 | Alain Prost        | Johnny Dumfries                                            |
| Marlboro McLaren International  | McLaren      | MP4/2        | TAG V6T          | M     | 8                 | Niki Lauda         | Johnny Dumfries                                            |
| Skoal Bandit Formula 1 Team     | RAM          | 01 02        | Hart L4T         | P     | 9                 | Philippe Alliot    |                                                            |
| Skoal Bandit Formula 1 Team     | RAM          | 01 02        | Hart L4T         | P     | 10                | Jonathan Palmer    |                                                            |
| Skoal Bandit Formula 1 Team     | RAM          | 01 02        | Hart L4T         | P     | 10                | Mike Thackwell     |                                                            |
| John Player Team Lotus          | Lotus        | 95T          | Renault V6T      | G     | 11                | Elio De Angelis    | Johnny Dumfries                                            |
| John Player Team Lotus          | Lotus        | 95T          | Renault V6T      | G     | 12                | Nigel Mansell      | Johnny Dumfries                                            |
| Team ATS                        | ATS          | D7           | BMW L4T          | P     | 14                | Gerhard Berger     |                                                            |
| Team ATS                        | ATS          | D7           | BMW L4T          | P     | 14                | Manfred Winkelhock |                                                            |
| Team ATS                        | ATS          | D7           | BMW L4T          | P     | 31                | Gerhard Berger     |                                                            |
| Équipe Renault Elf              | Renault      | RE50         | Renault V6T      | M     | 15                | Patrick Tambay     | Nelson Piquet Mario Andretti Johnny Rives                  |
| Équipe Renault Elf              | Renault      | RE50         | Renault V6T      | M     | 16                | Derek Warwick      | Nelson Piquet Mario Andretti Johnny Rives                  |
| Équipe Renault Elf              | Renault      | RE50         | Renault V6T      | M     | 33                | Philippe Streiff   | Nelson Piquet Mario Andretti Johnny Rives                  |
| Barclay Nordica Arrows BMW      | Arrows       | A6 A7        | Ford V8 BMW L4T  | G     | 17                | Marc Surer         | Hannu Mikkola Allen Berg                                   |
| Barclay Nordica Arrows BMW      | Arrows       | A6 A7        | Ford V8 BMW L4T  | G     | 18                | Thierry Boutsen    | Hannu Mikkola Allen Berg                                   |
| Toleman Group Motorsport        | Toleman      | TG183B TG184 | Hart L4T         | P     | 19                | Ayrton Senna       | John Watson Ivan Capelli Manfred Winkelhock Roberto Moreno |
| Toleman Group Motorsport        | Toleman      | TG183B TG184 | Hart L4T         | P     | 19                | Stefan Johansson   | John Watson Ivan Capelli Manfred Winkelhock Roberto Moreno |
| Toleman Group Motorsport        | Toleman      | TG183B TG184 | Hart L4T         | P     | 20                |                    | John Watson Ivan Capelli Manfred Winkelhock Roberto Moreno |
| Toleman Group Motorsport        | Toleman      | TG183B TG184 | Hart L4T         | P     | Johnny Cecotto    |                    | John Watson Ivan Capelli Manfred Winkelhock Roberto Moreno |
| Toleman Group Motorsport        | Toleman      | TG183B TG184 | Hart L4T         | P     | Pierluigi Martini |                    | John Watson Ivan Capelli Manfred Winkelhock Roberto Moreno |
| Spirit Racing                   | Spirit       | 101          | Hart L4T Ford V8 | P     | 21                | Mauro Baldi        | Emerson Fittipaldi Fulvio Ballabio                         |
| Spirit Racing                   | Spirit       | 101          | Hart L4T Ford V8 | P     | 21                | Huub Rothengatter  | Emerson Fittipaldi Fulvio Ballabio                         |
| Benetton Team Alfa Romeo        | Alfa Romeo   | 184T         | Alfa Romeo V8T   | G     | 22                | Riccardo Patrese   |                                                            |
| Benetton Team Alfa Romeo        | Alfa Romeo   | 184T         | Alfa Romeo V8T   | G     | 23                | Eddie Cheever      |                                                            |
| Osella Squadra Corse            | Osella       | FA1E FA1F    | Alfa Romeo V8T   | P     | 24                | Piercarlo Ghinzani | Juan Manuel Fangio II                                      |
| Osella Squadra Corse            | Osella       | FA1E FA1F    | Alfa Romeo V8T   | P     | 30                | Jo Gartner         | Juan Manuel Fangio II                                      |
| Ligier Loto                     | Ligier       | JS23 JS23B   | Renault V6T      | M     | 25                | François Hesnault  |                                                            |
| Ligier Loto                     | Ligier       | JS23 JS23B   | Renault V6T      | M     | 26                | Andrea De Cesaris  |                                                            |
| Scuderia Ferrari SpA SEFAC      | Ferrari      | 126 C4       | Ferrari V6T      | G     | 27                | Michele Alboreto   |                                                            |
| Scuderia Ferrari SpA SEFAC      | Ferrari      | 126 C4       | Ferrari V6T      | G     | 28                | René Arnoux        |                                                            |

## Inter-saison
Le transfert de l'année est celui du vice-champion du monde Alain Prost qui quitte Renault pour rejoindre McLaren. Alors que le Français avait dans un premier temps prolongé son contrat avec la Régie, ses rapports avec son employeur n'ont cessé de se dégrader à la fin de la saison 1983 pour aboutir finalement à une rupture au lendemain du titre mondial perdu. L'Irlandais John Watson tardant à renouveler son contrat avec McLaren, Ron Dennis a sauté sur l'occasion pour recruter Alain Prost.
L'autre principal mouvement d'une inter-saison particulièrement mouvementée concerne la Scuderia Ferrari qui a recruté le prometteur italien Michele Alboreto, grande révélation des deux saisons écoulées, en remplacement de Patrick Tambay.

## Résumé du championnat du monde 1984
Alain Prost entame sa collaboration avec l'équipe McLaren par un succès au Grand Prix du Brésil. Mal parti, le pilote français profite des abandons de Lauda (électricité) puis de Warwick (suspension cassée à la suite d'un contact avec Lauda en début de course) pour s'imposer. En Afrique du Sud, les McLaren confirment leur domination. Prost obligé de s'élancer des stands en dernière position avec sa voiture de réserve en raison d'une panne survenue sur la pré-grille, Lauda s'impose sans opposition. Mais au prix d'une impressionnante remontée, Prost parvient à assurer le doublé pour les voitures blanches et rouges.
La domination des McLaren connaît un surprenant coup d'arrêt en Belgique : jamais dans le coup en raison de réglages inadaptés, elles abandonnent de façon anonyme tandis que Michele Alboreto, dominateur d'un bout à l'autre de la course, se montre à la hauteur des espoirs placés en lui par la Scuderia. À Imola, Prost décroche facilement sa deuxième victoire de la saison, puis à Dijon, profitant d'une perte de roue de son équipier français, c'est au tour de Lauda de renouer avec le succès
À Monaco, Prost s'impose pour la troisième fois de l'année tandis que Lauda est encore contraint à l'abandon, cette fois sur une sortie de piste. Pour le Français, ce succès n'est synonyme que de 4,5 points puisque la course a été prématurément interrompue par le directeur de course Jacky Ickx en raison de la pluie diluvienne. Leader au moment de l'arrêt de la course, Prost était en grande difficulté avec ses freins et voyait fondre sur lui la modeste Toleman du jeune Ayrton Senna, grande révélation de l'épreuve. Deux autres pilotes mirent à profit l'épreuve monégasque pour se révéler : le jeune Allemand Stefan Bellof (troisième sur son agile Tyrrell-Ford, seule voiture au départ équipée d'un moteur atmosphérique, et tout comme Senna, en pleine remontée au moment de l'arrêt de la course), et le Britannique Nigel Mansell (pilote nettement plus expérimenté que Senna et Bellof mais qui ne s'était encore jamais vraiment mis en valeur depuis ses débuts en 1980) auteur d'un début de course en fanfare avant de partir à la faute alors qu'il avait irrésistiblement pris le meilleur sur Prost.
Souvent à la fête lors des qualifications depuis le début de saison mais moins à son avantage en course, essentiellement en raison de la fragilité de son moteur BMW, le champion en titre Nelson Piquet s'impose au Canada et marque du même coup ses tout  premiers points de la saison. Il récidive une semaine plus tard dans les rues de Détroit non sans avoir eu à contrôler en fin de course le retour du jeune anglais Martin Brundle et de sa Tyrrell-Ford. À l'issue de la course, les commissaires techniques mettent au jour la tricherie de l'équipe Tyrrell, dont les voitures prenaient le départ en dessous du poids règlementaire avant de procéder en cours d'épreuve à un ravitaillement en eau officiellement destiné à refroidir les freins mais qui permettait en réalité d'injecter dans le réservoir des billes de plomb pour lester la voiture en vue du contrôle technique d'après-course. La supercherie découverte, Tyrrell est exclu du championnat du monde et tous les résultats acquis depuis le début de la saison, notamment le podium de Bellof à Monaco, sont annulés. 
La tournée nord-américaine se poursuit dans les rues de Dallas sur un bitume surchauffé incapable de résister au passage des surpuissantes monoplaces turbo. À l'issue d'une course hécatombe animée au début par le fougueux Nigel Mansell, Keke Rosberg s'impose et offre au moteur Honda turbo son premier succès en Formule 1. La fin de course est marquée par une image restée célèbre de Mansell. Avec des pneus à l'agonie, le Britannique part à la faute dans le dernier virage. Sa voiture en panne, il entreprend de la pousser jusqu'à la ligne d'arrivée, mais s'évanouit, terrassé par le soleil texan. 
À la mi-saison, Prost est solidement en tête du championnat avec 35,5 points devant le très régulier De Angelis (26) et Lauda (24). À Brands Hatch, le Français semble en mesure de creuser le trou au championnat mais une défaillance de sa boîte de vitesses offre la victoire à son équipier Niki Lauda. Victorieux en Allemagne Prost reprend 3 points à Lauda mais un nouvel abandon en Autriche (sortie de piste sur l'huile crachée par le moteur Renault de De Angelis) conjugué à un succès de Lauda permet au pilote autrichien de s'emparer de la tête du championnat du monde. L'alternance se poursuit avec un succès de Prost devant Lauda à Zandvoort puis une victoire de Lauda et un abandon de Prost en Italie : au moment d'aborder les deux dernières courses de la saison, Lauda compte 9,5 points d'avance sur Prost au championnat.
Sur le nouveau Nürburgring, Prost fait durer le suspense en s'imposant tandis que Lauda, hors du coup tout au long du week-end parvient à sauver les points de la quatrième place. L'écart n'est donc plus que de 3,5 points en arrivant à Estoril, terme du championnat. Comme au Nürburgring, Prost s'impose au terme d'une nette domination, tandis que Lauda, auteur d'une remontée héroïque, accroche la deuxième place et remporte pour un demi-point son troisième titre mondial.

## Grands Prix de la saison 1984
Un Grand Prix, disputé dans les rues de New York, est initialement prévu le 23 septembre, mais est finalement annulé. Le Grand Prix du Portugal remplace la manche espagnole, censée être disputée à Fuengirola.
| no  | Date        | Grand Prix                    | Lieu           | Vainqueur        | Écurie         | Pole position    | Record du tour                 | Résumé |
| --- | ----------- | ----------------------------- | -------------- | ---------------- | -------------- | ---------------- | ------------------------------ | ------ |
| 389 | 25 mars     | Grand Prix du Brésil          | Jacarepaguá    | Alain Prost      | McLaren-TAG    | Elio De Angelis  | Alain Prost                    | Résumé |
| 390 | 7 avril     | Grand Prix d'Afrique du Sud   | Kyalami        | Niki Lauda       | McLaren-TAG    | Nelson Piquet    | Patrick Tambay                 | Résumé |
| 391 | 29 avril    | Grand Prix de Belgique        | Zolder         | Michele Alboreto | Ferrari        | Michele Alboreto | René Arnoux                    | Résumé |
| 392 | 6 mai       | Grand Prix de Saint-Marin     | Imola          | Alain Prost      | McLaren-TAG    | Nelson Piquet    | Nelson Piquet                  | Résumé |
| 393 | 20 mai      | Grand Prix de France          | Dijon-Prenois  | Niki Lauda       | McLaren-TAG    | Patrick Tambay   | Alain Prost                    | Résumé |
| 394 | 3 juin      | Grand Prix de Monaco          | Monaco         | Alain Prost      | McLaren-TAG    | Alain Prost      | Ayrton Senna                   | Résumé |
| 395 | 17 juin     | Grand Prix du Canada          | Montréal       | Nelson Piquet    | Brabham-BMW    | Nelson Piquet    | Nelson Piquet                  | Résumé |
| 396 | 24 juin     | Grand Prix de Détroit         | Détroit        | Nelson Piquet    | Brabham-BMW    | Nelson Piquet    | Derek Warwick                  | Résumé |
| 397 | 8 juillet   | Grand Prix de Dallas          | Dallas         | Keke Rosberg     | Williams-Honda | Nigel Mansell    | Niki Lauda                     | Résumé |
| 398 | 22 juillet  | Grand Prix de Grande-Bretagne | Brands Hatch   | Niki Lauda       | McLaren-TAG    | Nelson Piquet    | Niki Lauda                     | Résumé |
| 399 | 5 août      | Grand Prix d'Allemagne        | Hockenheim     | Alain Prost      | McLaren-TAG    | Alain Prost      | Alain Prost                    | Résumé |
| 400 | 19 août     | Grand Prix d'Autriche         | Österreichring | Niki Lauda       | McLaren-TAG    | Nelson Piquet    | Niki Lauda                     | Résumé |
| 401 | 26 août     | Grand Prix des Pays-Bas       | Zandvoort      | Alain Prost      | McLaren-TAG    | Alain Prost      | René Arnoux                    | Résumé |
| 402 | 9 septembre | Grand Prix d'Italie           | Monza          | Niki Lauda       | McLaren-TAG    | Nelson Piquet    | Niki Lauda                     | Résumé |
| 403 | 7 octobre   | Grand Prix d'Europe           | Nürburgring    | Alain Prost      | McLaren-TAG    | Nelson Piquet    | Nelson Piquet Michele Alboreto | Résumé |
| 404 | 21 octobre  | Grand Prix du Portugal        | Estoril        | Alain Prost      | McLaren-TAG    | Nelson Piquet    | Niki Lauda                     | Résumé |

## Classement des pilotes
| Classement | Pilote             | Points |
| ---------- | ------------------ | ------ |
| Champion   | Niki Lauda         | 72     |
| 2e         | Alain Prost        | 71,5   |
| 3e         | Elio De Angelis    | 34     |
| 4e         | Michele Alboreto   | 30,5   |
| 5e         | Nelson Piquet      | 29     |
| 6e         | René Arnoux        | 27     |
| 7e         | Derek Warwick      | 23     |
| 8e         | Keke Rosberg       | 20,5   |
| 9e         | Ayrton Senna       | 13     |
| 10e        | Nigel Mansell      | 13     |
| 11e        | Patrick Tambay     | 11     |
| 12e        | Teo Fabi           | 9      |
| 13e        | Riccardo Patrese   | 8      |
| 14e        | Jacques Laffite    | 5      |
| 15e        | Thierry Boutsen    | 5      |
| 16e        | Eddie Cheever      | 3      |
| 17e        | Stefan Johansson   | 3      |
| 18e        | Andrea De Cesaris  | 3      |
| 19e        | Piercarlo Ghinzani | 2      |
| 20e        | Marc Surer         | 1      |

- Interrompu après 31 tours (sur les 77 prévus au départ) en raison des conditions météorologiques, le Grand Prix de Monaco n'a donné lieu qu'à une demi-attribution des points.
- Le 18 juillet 1984, la FISA exclut l'écurie Tyrrell-Ford du championnat du monde pour tricherie. Les points marqués par ses pilotes (Stefan Bellof et Martin Brundle) depuis le début de la saison furent rétroactivement annulés. À la suite d'un recours formé par Tyrrell devant la justice civile britannique, l'écurie fut autorisée à participer aux trois Grand Prix suivants en attendant le verdict du Tribunal d'Appel de la FIA. Au mois de septembre, le verdict d'appel confirmant la décision de première instance, ces participations, comme l'ensemble de la présence de Tyrrell en 1984, furent rayée des tablettes par la FIA.
- Arrivés respectivement 5e et 6e du Grand Prix d'Italie le 9 septembre 1984, les pilotes autrichiens Jo Gartner (Osella-Alfa Romeo) et Gerhard Berger (ATS-BMW) n'ont pas inscrit de points au championnat car ils pilotaient la deuxième voiture de leurs écuries, qui n'avaient engagé à l'origine qu'une seule monoplace au championnat du monde.

## Classement des constructeurs
| Classement  | Écurie            | Points |
| ----------- | ----------------- | ------ |
| Champion    | McLaren-TAG       | 143,5  |
| 2e          | Ferrari           | 57,5   |
| 3e          | Lotus-Renault     | 47     |
| 4e          | Brabham-BMW       | 38     |
| 5e          | Renault           | 34     |
| 6e          | Williams-Honda    | 25,5   |
| 7e          | Toleman-Hart      | 16     |
| 8e          | Alfa Romeo        | 11     |
| 9e          | Ligier-Renault    | 3      |
| 10e         | Arrows-Ford       | 3      |
| 11e         | Arrows-BMW        | 3      |
| 12e         | Osella-Alfa Romeo | 2      |
| 13e         | ATS-BMW           | 0      |
| 14e         | Spirit-Hart       | 0      |
| 15e         | RAM-Hart          | 0      |
| 16e         | Spirit-Ford       | 0      |
| Disqualifié | Tyrrell-Ford      | 0      |